# 1700 w muzyce
Wydarzenia muzyczne w 1700 roku.

## Wydarzenia
- William Croft powraca do Chapel Royal, gdzie zostaje „gentleman organist”
- William Corbett zostaje kapelmistrzem New Theatre at Lincoln’s Inn Fields
- Johann Sebastian Bach zostaje chórzystą w Kościele św. Michała w Lüneburgu
- Tomaso Albinoni otrzymuje zatrudnienie u księcia Mantui
- Wydanie dzieł A. Corellego w Anglii

## Dzieła
- John Blow – Ode for New Year’s Day
- John Blow, Jeremiah Clarke, Francis Piggott, John Barrett, William Croft – Choice Collection of Ayres for the Harpsichord or Spinnet
- Arcangelo Corelli – 12 Sonat na skrzypce i basso continuo
- Godfrey Keller – The Royal Trumpett-Suite
- Antonio Caldara – Maddalena ai piedi di Christo
- Tomaso Albinoni – Sinfonie e concerti op. 2

## Dzieła operowe
- Carlo Agostino Badia – La costanza d'Ulisse
- Henry Purcell – Dido and Aeneas (Dydona i Eneasz)
- Alessandro Scarlatti – Eracles (Herakles)

## Urodzili się
- 13 lutego – Vittoria Tesi, włoska śpiewaczka operowa (kontralt) (zm. 1775)
- 13 marca – Michel Blavet, francuski kompozytor i flecista (zm. 1768)

## Zmarli
- 16 stycznia – Antonio Draghi, włoski kompozytor i librecista barokowy (ur. 1634)
- 23 września – Nicolaus Adam Strungk, niemiecki kompozytor, skrzypek i organista okresu baroku (ur. 1640)